# La hora bruja
La hora bruja é um filme de drama espanhol de 1985 dirigido e escrito por . Foi selecionado como representante da Espanha à edição do Oscar 1986, organizada pela Academia de Artes e Ciências Cinematográficas.

## Elenco
- Francisco Rabal - César
- Concha Velasco - Pilar
- Victoria Abril - Saga
- Sancho Gracia - Rubén Blázquez y Delgado de Aguilera
- Asunción Balaguer - Monja
- Juan Echanove - Telmo